# 郭科
覺羅郭科（穆麟德轉寫：goko，？—1661年），滿洲正白旗，清朝政治人物、清朝工部尚書。
曾任工部左侍郎。順治十一年七月己巳，接替星訥，擔任清朝工部尚書，后解。由孫塔接任。